# Eerste Kamerverkiezingen 1999/Kandidatenlijst/GroenLinks
De kandidatenlijst voor de Eerste Kamerverkiezingen 1999 van GroenLinks werd op een partijcongres door de aanwezige partijleden vastgesteld. Achter verkozen kandidaten staat een *.
1. Wim de Boer *
2. Ans Zwerver *
3. Diana de Wolff *
4. Tom Pitstra *
5. Bob van Schijndel *
6. Jos van der Lans *
7. Leo Platvoet *
8. Cobi Schoondergang-Horikx *
9. Sam Pormes
10. Wilbert Willems
11. Annelies Schutte
12. Bernhard Ensink
13. Chris Huinder
14. Ilona de Wit